# Kamýk nad Vltavou
Kamýk nad Vltavou – wieś i gmina w Czechach, w powiecie Przybram, w kraju środkowoczeskim. Według danych z dnia 1 stycznia 2013 liczyła 866 mieszkańców.